# Cindy Coat
Pour les articles homonymes, voir Coat.
Cindy Coat, née le 11 novembre 1995, est une céiste française.

## Palmarès
- Championnats du monde de descente 2016
  -  Médaille de bronze en C1 classique[2].
- Championnats du monde de descente 2017
  -  Médaille d'argent en C2 sprint
  -  Médaille d'argent en C1 sprint par équipe